# Dysphania regnatrix
Dysphania regnatrix là một loài bướm đêm trong họ Geometridae.